# (14963) Toshikazu
(14963) Toshikazu est un astéroïde de la ceinture principale.

## Description
(14963) Toshikazu est un astéroïde de la ceinture principale. Il fut découvert le 11 octobre 1996 à Nanyo par Tomimaru Okuni. Il présente une orbite caractérisée par un demi-grand axe de 3,15 UA, une excentricité de 0,17 et une inclinaison de 1,6° par rapport à l'écliptique.

## Compléments